# Фрањевци
Фрањевци (лат. Franciscani), такође познати и као францискани или франовци, односно мала браћа или минорити, припадници су римокатоличких фрањевачких редова, а првенствено Реда мале браће (лат. Ordo Fratrum Minorum / OFM), који је установљен 1209. године. Оснивач реда био је Фрања Асишки (итал. Francesco d'Assisi, 1181-1226), по коме су припадници реда прозвани фрањевцима. Од свог оснивања, фрањевачки Ред мале браће био је убрајан међу просјачке редове, пошто су његови припадници по примеру свог оснивача полагали завет сиромаштва.

## Историја
Већ у време оснивања реда, почетком 13. века, међу фрањевцима су се развила два основна погледа на завет сиромаштва, што је временом довело до унутрашње поделе на две струје. Припадници прве, који су се залагали за строго поштовање завета сиромаштва без стицања имовине, постали су познати као фрањевци-опсерванти (лат. observantes), док су припадници друге, који су се залагали за условно поштовање завета уз стицање имовине, постали познати као фрањевци-конвентуалци (лат. conventuales). Унутрашња превирања између поменутих струја довела су 1517. године до поделе на два посебна фрањевачка реда (опсервантски и конвентуалски), а потом је 1525. године створен још један фрањевачки ред - капуцински. Сва три огранка (опсервантски, конвентуалски, капуцинки) сматрају се изданцима фрањевачког Првог реда.
Из првобитног фрањевачког покрета развио се већ у првој половини 13. века и посебан ред за жене фрањевке, на челу са Кларом Асишком (итал. Chiara d'Assisi, 1194-1253), по којој је тај ред и прозван. Правила фрањевачког Реда Свете Кларе, који је познат и као Ред сиромашних сестара, одобрена су 1253. године, а припаднице тог реда постале су познате као фрањевке-кларисе. Ред Свете Кларе се сматра фрањевачким Другим редом.
Пошто је још за живота Фрање Асишког дошло до ширења и прихватања његовог учења међу световњацима, за такве следбенике је 1221. године основан посебан ред, који је сматран фрањевачким Трећим редом, услед чега су његови припадници порзвани фрањевцима-трећоредцима (лат. tertiarii). Ступање у тај ред није подразумевало потпуно напуштање световног живота, већ само прихватање основних фрањевачких начела, али без полагања строгих завета. Фрањевачке заједнице које су се развиле из тог реда временом су усвојиле различите облике деловања и унутрашње организације, а најзначајније међу њима су: Трећи фрањевачки самостански ред и Ред фрањеваца световњака.

## Подела фрањевачких редова
Први ред
- Фрањевци опсерванти: Ред мале браће опсерваната (лат. Ordo Fratrum Minorum Observantium / OFM Obs.)
- Фрањевци конвентуалци: Ред мале браће конвентуалаца (лат. Ordo Fratrum Minorum Conventualium / OFM Conv.)
- Фрањевци капуцини: Ред мале браће капуцина (лат. Ordo Fratrum Minorum Capuccinorum / OFM Cap.)

Други ред
- Фрањевке кларисе: Ред Свете Кларе (лат. Ordo Sanctae Clarae / OSC)

Трећи ред
- Фрањевци трећоредци: Трећи фрањевачки самостански ред (лат. Tertius Ordo Regularis Sancti Francisci / OFM TOR)
- Фрањевци световњаци: Ред фрањеваца световњака (лат. Ordo Franciscanus Saecularis / OFS)

## Фрањевци у српским земљама
Фрањевци су недуго по оснивању реда, већ током 13. века, започели своју делатност и на јужнословенском просторима. У средњовековним српским земљама своје активности су додатно интензивирали крајем 13. и током 14. века, захваљујући развоју политичких односа између Папске државе и Краљевине Србије. Потом је основана и фрањевачка Босанска викарија (1340) чиме је створена организациона основа за ширење према суседним областима. Временом су у саставу викарије успостављене и обласне кустодије (босанска, дувањска, гребенска, усорска, мачванска, бугарска и ковинска, односно угарска). Босанска викарија је 1517. године уздигнута на степен фрањевачке провинције, под називом Босна Сребрена (лат. Bosna Argentina). За време османске власти, фрањевци Босне Сребрене развили су интензивну активност широм јужнословенског простора.